# SSTO
Un cohete de una fase, cohete de una etapa o vehículo SSTO (del inglés single-stage-to-orbit, que significa órbita en una etapa) es un cohete que alcanza la órbita desde la superficie de un cuerpo sin necesidad de deshacerse de "etapas" o tanques de combustible, sino consumiendo únicamente el combustible de su depósito. Este término se suele referir a vehículos reutilizables sin ser excluyente. Se han diseñado varias naves de este tipo, parcial o completamente construidas, incluyendo el DC-X, el X-33, y el Roton SSTO. Sin embargo, ninguno de los diseños ha llegado a estar cerca de alcanzar la órbita.
El Programa Apolo ha logrado etapas únicas a órbita partiendo desde la Luna, si bien la baja gravedad de la Luna, la ausencia de una atmósfera significativa y la baja velocidad para mantenerse en una orbita baja alrededor de la luna hace esto mucho más fácil que desde la Tierra.

## Ejemplos

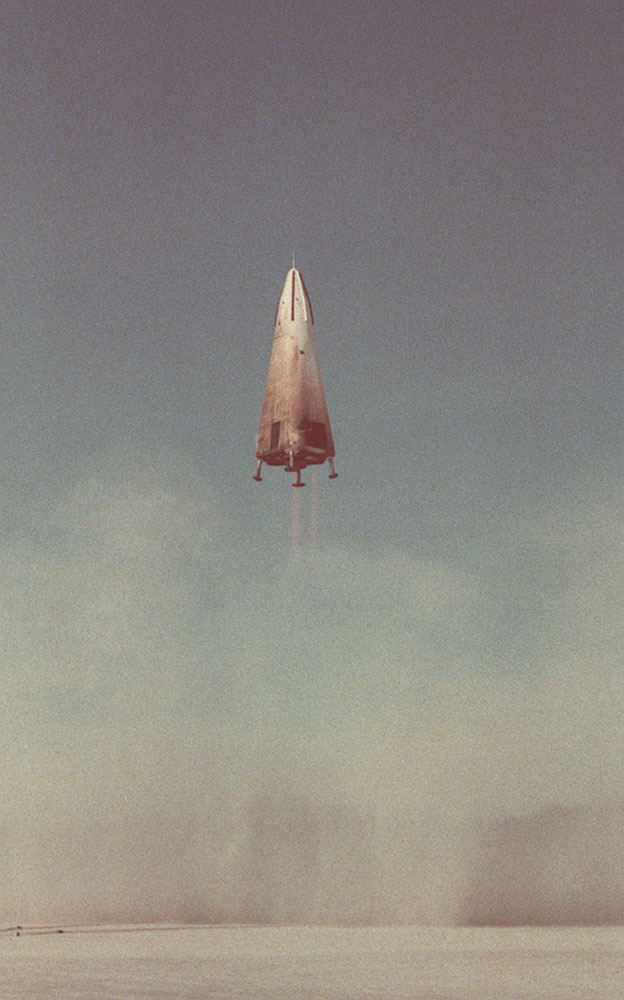
Primer vuelo del McDonnell Douglas DC-X.

El cohete Atlas es un semi SSTO. Era un cohete de "etapa y media", pues se deshace de dos de sus tres motores durante el ascenso, pero conserva sus tanques y otros elementos de la estructura. Sin embargo, según los estándares modernos, los motores operaban a baja presión y no generaban gran impulso, por lo que no eran especialmente ligeros. Hacer operar los motores con un impulso más alto habría eliminado la necesidad de soltarlos.
La primera etapa del Titan II tiene la masa requerida para poder ser un SSTO con una pequeña carga. La etapa de un cohete no es un vehículo de lanzamiento completo, pero esto demuestra que un SSTO desprendible se conseguiría probablemente con la tecnología de 1962. 
El Módulo lunar del Apollo fue un verdadero vehículo SSTO, aunque en la Luna. Llegó a la órbita lunar usando una única etapa.
Otros diseños de vehículos SSTO remarcables fueron el VentureStar estadounidense y el CORONA (КОРОНА) ruso.
|  |  |